# LIDO (ミュージシャン)
Peder Losnegård（1992年10月26日 - ）は、ステージ名Lidoで知られるノルウェーのプロデューサー、シンガーソングライター。チャンス・ザ・ラッパーの『Coloring Book』に収録されている「Same Drugs」と「Angels」をプロデュースした。ホールジーの「Badlands」のエグゼクティブプロデューサーを務めたほか、彼女のアルバム「Hopeless Fountain Kingdom」で6曲と、最新アルバム「MANIC」に収録されている6曲を共同で作曲・プロデュースした。また、エラ・メイ、ジェイデン・スミス、アリアナ・グランデ、マライア・キャリー、A$AP FERG、Smino、BANKSなど のプロデュースも手がけている。2020年7月16日（木）にシングル「Rise」をリリースした。

## キャリア
Lidoのキャリアはドラマーとしてスタートし、その後楽曲作りやピアノ演奏を始めた。2005年に16歳未満の子供と青少年を対象としたノルウェーのテレビ音楽コンクール「Melodi Grand Prix Junior」に "Lil'P" という名前で参加。このステージ名がLidoLidoの名前の由来となった。その後の5年間で、LidoLidoは3部作「Play Loud Music」、「The Fresh Breath」、「The Good Guy Mixtape」を含む5本のフリーミックステープをオンラインでリリース。また、レーベル「Fairplay Entertainment」から最初の公式シングル「Go'n Be Gone」をリリースした。 リリース後、NRKのテレビ番組「Lydverket」に出演し、 Universal Music Norwayとレコード契約を結んだ。  
初のブレイクシングルは2011年にリリースされた「Different」で、ノルウェーのデジタルラジオ「NRK P3」において同年最も再生された曲となった。2012年2月3日、ユニバーサルミュージックからデビュー・アルバム『Pretty Girls & Grey Sweaters』をリリース。このアルバムはノルウェー音楽賞におけるポピュラー音楽部門のエドヴァルド賞   を受賞した。Lidoはアルバム全体のシンセサイザーを担当し、ゲストにリトル・スティーブン、ヤール・ベルンホフト、ティンブクトゥ、ヨセフ・ヴォルデ＝マリアム、オーレ・エドヴァルド・アントンセンを迎えた。このアルバムはノルウェーでプラチナを獲得した。また、このアルバムでGramono:Gramoの奨学金を獲得。ノルウェーのグラミー賞であるシュペレマン・プリゼンでは「ニューカマー・オブ・ザ・イヤー」を受賞。Yosef Wolde-MariamとTimbuktuをフィーチャーした「Turn Up The Life」が授賞式で演奏されヒット。2013年には『Battle Poetry』をリリースし、テレノール・アリーナでビヨンセのオープニングを務めた。 
2014年から2015年にかけて制作に専念し、ホールジーのデビュー・アルバム『Badlands』をエグゼクティブ・プロデュースした。その後、Sony/ATVと出版契約を結び、ロサンゼルスに拠点を移した。1stアルバム『Everything』は2016年10月 にBecause Musicからリリースされた。コーチェラでのデビューと、シングル「Crazy」のリリース以来、Towkioのデビュー・スタジオ・アルバム『WWW』ではRick Rubinと共にエグゼクティブ・プロデューサーを務めた  。Lidoはその後、人気テレビ番組の「Tonight Show with Jimmy Fallon」でTowkioと共演。2016年にはSplendour In The Grassをはじめとする国際的なフェスに出演した。 
カニエ・ウエストとキッド・カディの「Kids See Ghosts」を「Kid’s Love Ghosts」 と題した7分間のトラックにマッシュアップしているが、その2年前にはカニエ・ウエストの『ザ・ライフ・オブ・パブロ』全曲でも同様に8分間のトラック  にマッシュアップしていた。Lidoがプロデュースしたチャンス・ザ・ラッパーのアルバム『Coloring Book』は、2017年のグラミー賞で「ベスト・ラップ・アーティスト」と「ベスト・ニュー・パフォーマンス」の2部門を受賞している。 
2018年、LidoはPulse Music Group傘下の、リック・ルービンのAmerican Recordingsとパブリッシング契約を結び、チャンス・ザ・ラッパーのために5曲をプロデュースし、マライア・キャリーやTy Dolla Signの 「The Distance」でスクリレックスとコラボしている  。Lidoは同社のA&Rとしてワーナー・レコードと契約  。2018年にはシングル「3 Million」 をはじめとするEPを次々とリリースし  、ノルウェーのR&Bアーティスト、ウンゲ・フェラーリとのコラボ曲「Corner Love」を発表した。Lidoは、ノルウェーの国営テレビ「リンドモ」で「Corner Love」を披露した 。Lidoは、『I O U』EPシリーズに付随して、北米全域で劇場限定公開されたショート・フィルムを制作した 。  

2019年アニメ『キャロル＆チューズデイ』の音楽制作にも携わっている  。アリサが登場キャラクターのアンジェラとして歌う 「Move Mountains」と「Not Afraid」を作曲した。「Not Afraid」は第13話から始まるアニメのエンディング曲として使用されている。 

## ディスコグラフィー
- Pretty Girls & Grey Sweaters (2012)
- Battle Poetry (2013)
- I Love You (2014)
- The Passion Project (2015)
- Everything (2016)
- The Passion Project II (2017)
- Spacesuit (2018)
- IOU 1 (2018)
- IOU 2 (2018)
- PEDER (2020)